# 209
Правління Септімія Севера в Римській імперії. У Китаї триває криза династії Хань, найбільшою державою на території Індії є Кушанська імперія, у Персії доживає останні роки Парфянське царство.
На території лісостепової України Черняхівська культура. У Північному Причорномор'ї готи й сармати.

## Події
- Гета, молодший брат Каракалли стає співправителем Римської імперії разом зі старшим братом та батьком Септимієм Севером.
- Тривають бойові дії між племенами Шотландії і римлянами на чолі з імператором.

## Померли
- Святий Албан (дата приблизна).
- Сюнь Юе, китайський філософ.